# Людвиг VII Бородатый
Людвиг VII Бородатый (нем. Ludwig VII. der Bärtige; ок. 20 декабря 1365 — 1 мая 1447, Бургхаузен) — баварский аристократ из рода Виттельсбах, военный и политический деятель Священной Римской империи и Французского королевства. С 1413 года герцог Баварско-Ингольштадтский, граф де Мортен с 1416 года. Рыцарь ордена Святого Гроба Господнего Иерусалимского. Участник Столетней и Гуситских войн, а также ряда других конфликтов конца XIV — середины XV века. Значительное время прожил при дворе короля Франции, где был назначен одним из регентов королевства из-за болезни Карла VI. После возвращения в Баварию большую часть своего правления провёл в судебных тяжбах и войнах с соседями. Был свергнут собственным сыном и умер в заточении.

## Биография

### Происхождение

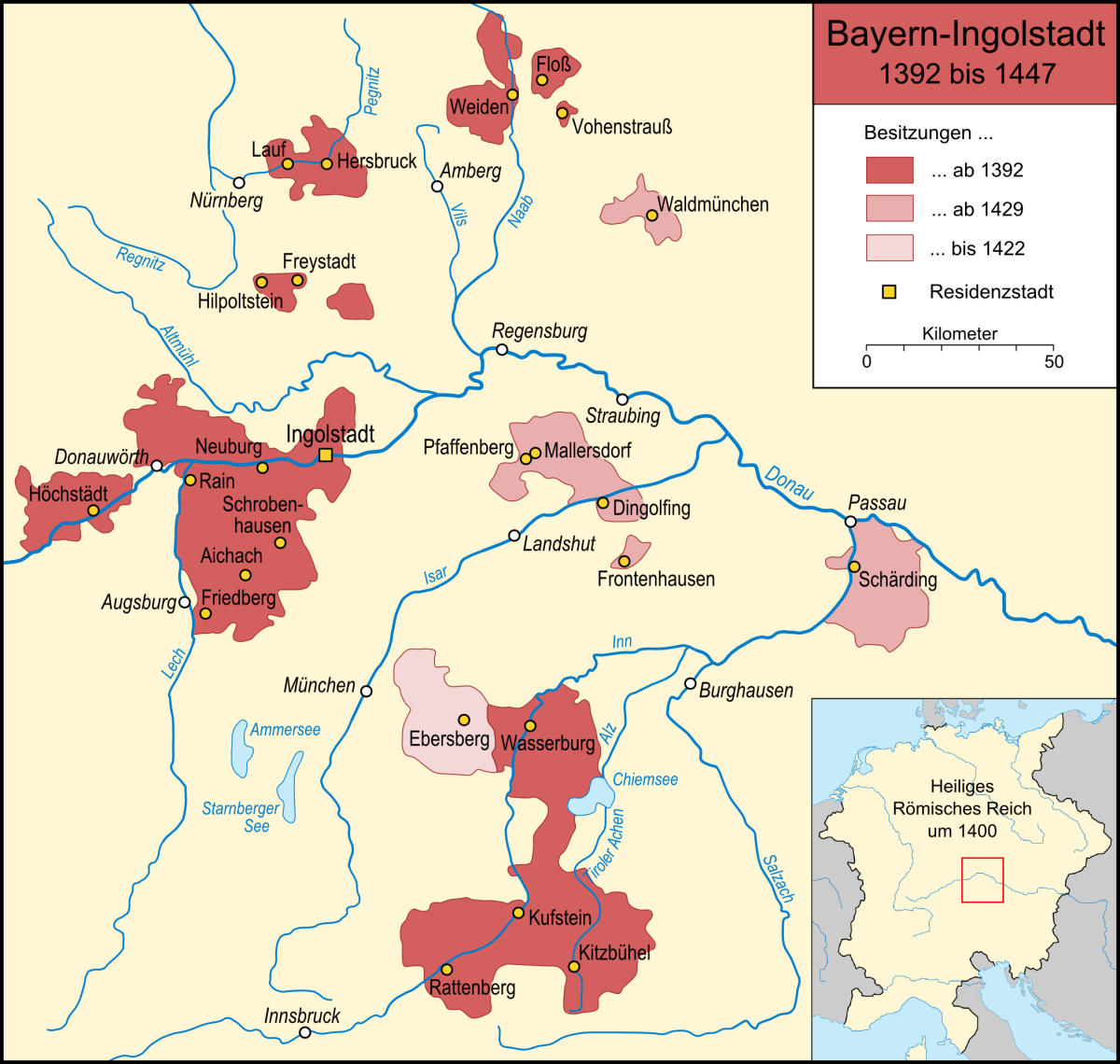
Баварско-Ингольштадтское герцогство

Людвиг VII был сыном герцога Баварско-Ингольштадтского Стефана III Великолепного и Таддеи, дочери правителя Милана Бернабо Висконти, свергнутого и казнённого своим племянником и соправителем Джан Галеаццо Висконти. По отцовской линии он был правнуком короля Сицилии Федериго II и императора Священной Римской империи Людовика IV. Его сестра Изабелла была женой короля Франции Карла VI Безумного.
После смерти Людвига IV Бавария была разделена на две половины: одну составляли Верхняя Бавария и Бранденбург, другую Нижняя Бавария и голландские владения Виттельсбахов. Обе половины были в дальнейшем также раздроблены. Людвиг Бранденбургский получил Верхнюю Баварию и Тироль, передав взамен маркграфство Бранденбург своим братьям, Людвигу Римскому и Оттону. В другой линии Виттельсбахов дед Людвига VII Стефан II передал своим братьям, Вильгельму I и Альбрехту I, владения в Нидерландах и небольшую долю в Нижней Баварии, столицей которой стал Штраубинг, а себе оставил большую часть Нижней Баварии, столицей которой был Ландсхут. Стефан II, после смерти своего брата Людвига и его сына Мейнгарда, овладел Верхней Баварией. Государство Стефана  после его смерти, в свою очередь, в 1375 году было разделено между его тремя сыновьями. Таким образом возникли ещё три лини Виттельсбахов: ингольштадская, ландсгутская и мюнхенская. 
Стефан III, отец Людовика VII, получил во владение герцогство Баварию-Ингольштадт, состоящее из нескольких отдельных, находившихся в разных частях Баварии, частей. Неблагоприятное расположение нового герцогства заложило почву для дальнейших конфликтов с родственниками.

### Баварское наследство
Будучи неудовлетворённым итогами раздела Баварского герцогства, отец Людвига вёл постоянные войны с соседями. Так как Людвиг был единственным законным сыном Стефана III, он с юных лет принимал активное участие в политике своего отца. Людвиг участвовал в Войне городов (в осаде Регенсбурга и штурме Донаувёрта в сентябре 1388 года), а также в итальянском походе Стефана на Падую в 1390 году.
В период с 1391 по 1393 годы Людвиг жил во Франции при дворе своей сестры королевы Изабеллы и её мужа Карла VI. Как брат королевы, он был принят в ближайшее окружение монархов в Париже, а после усугубления душевной болезни короля в 1393 году стал членом регентского совета. В его состав также входили герцоги Беррийский, Бурбонский и Бргундский, брат короля Людовик Орлеанский и 12 советников.
В декабре 1394 года отец Людвига напал на Баварско-Мюнхенское герцогство. Стефан в сочельник планировал захватить врасплох город Фрайзинг, епископ которого был в союзе с герцогом Баварско-Мюнхенским, однако потерпел неудачу. В то же время Людвиг завоевал Нойштадт-ан-дер-Донау, где получил богатую добычу. Следующей весной он сопровождал своего отца на мирных переговорах, которые проходили при дворе короля Вацлава в Праге. На переговорах Стефан вынудил своего брата, герцога Баварско-Мюнхенского Иоганна II, признать его своим соправителем. Когда в июне 1397 года Иоганн умер, Стефан попытался узурпировать Баварско-Мюнхенское герцогство, что привело к конфликту с детьми Иоганна Эрнстом и Вильгельмом. В апреле 1398 года в Мюнхене началось восстание против Стефана. Людвиг возглавил силы отца, взял Пфаффенхофен и осадил Дахау. В 1400 году Людвиг уже в свою очередь поддерживал восстание гильдий против мюнхенских аристократов во главе с Эрнстом и Вильгельмом. В 1402 Эрнсту с помощью арбитража удалось выдворить Стефана из отцовского домена и принять управление герцогством в границах 1392 года. Людвиг отказывался признавать мирный договор и подписал его лишь через год — 22 апреля 1403 года.

### При дворе Карла VI
Людвиг участвовал в неудачном походе в Италию нового немецкого короля Рупрехта Пфальцкого и принимал участие в сражении у Брешиа. Сопровождал Рупрехта в походе через горы Фриули к Падуе, откуда был направлен с королевским посольством во Флоренцию.
После возвращения из Италии он был уполномочен Рупрехтом организовать брак для сына короля с французской принцессой Мишель Французской, что должно было укрепить союз Рупрехта с Францией и привести к сближению между двумя королевствами по вопросу церковного раскола. Для выполнения этой миссии он вернулся в Париж, где женился на Анне, дочери Жана I Бурбонского, графа де ла Марша и Вандомского.
Королева назначила брату ренту в 12 тысяч франков и пожелала сделать его коннетаблем Франции, чему воспротивился брат короля Людовик Орлеанский. После гибели последнего в 1407 году влияние Людвига при дворе значительно возросло. Был вовлечён во многие смуты и интриги того времени.
После смерти первой жены в 1408 году, Людвиг повторно вступил в брак в 1413 году, женившись на Екатерине, дочери Пьера II Алансонского, вдове Пьера д’Эврё, графа Мортеня. Получил в виде приданого графство Мортень в Нормандии, которое вскоре было захвачено англичанами в ходе Столетней войны.
Людвиг играл значительную роль в борьбе между орлеанской (арманьяки) и бургундской (бургиньоны) партиями, как и его сестра, выступая то за одних, то за других. В 1413 году чудом остался жив во время восстания кабошьенов, союзников бургиньонов.
Вскоре после смерти отца 2 октября 1413 года Людвиг на некоторое время вернулся в Баварию, но больше занимался «французскими делами», из-за чего вскоре вернулся в Париж.
Из-за ослабления позиций Изабеллы и обострения ситуации в Баварии, в 1417 году Людвиг уехал на родину и участия во французской политике уже больше не принимал.

### Войны Виттельсбахов

#### Баварская война
Став герцогом Ингольштадтским, враждовал со всеми соседями, особенно с двоюродным братом Генрихом Ландсхутским. Время правления Людвига прошло в судебных процессах и войнах.
7 мая 1408 года третейский суд во Фрайзинге вынес вердикт по шедшим многие годы судебным тяжбам, между Виттельсбахами, по разделу баварского наследства. В соответствии с решением суда герцог Баварско-Ландсхутский Генрих обязан был выплатить Людвигу 4000 флоринов компенсации, в замен этого последний должен был окончательно отказаться от притязаний на спорные территории. Людвиг не принял это решение. Опасаясь его нападения, 17 апреля 1414 года Генрих основал Общество попугая, куда помимо него вошли Эрнест герцог Баварско-Мюнхенский, его брат Вильгельм III и Иоанн, граф-палатин Ноймарктский. 16 февраля 1415 года членами общества стали бургграф Фридрих Нюрнбергский и курфюрст Пфальца Людвиг III. Впоследствии Общество попугая было преобразовано в Констанцскую лигу, которая вела борьбу против Людвига VII вплоть до его пленения в 1443 году.
Вопрос о баварском наследстве был вынесен на обсуждение в ходе Констанцского собора. Перед началом собора Людвиг и Генрих подали взаимные иски по поводу раздела наследства Виттельсбахов. 19 октября 1417 года Сигизмунд всё-таки подтвердил решение третейского суда во Фрайзинге. На следующий день Людвиг обратился к королю, стоя на коленях, с мольбою защитить его права. Между Людвигом и Генрихом, находившемся в это время в зале, произошла словесная перепалка, в которой Людвиг позволил себе усомниться в благородном происхождении своего двоюродного брата. Последний, чрезвычайно раздражённый, устроил вечером того же дня засаду на своего обидчика. Он с несколькими рыцарями напал на Людвига и нанёс ему серьёзные раны, после чего бежал из Констанца. Несмотря на то, что Людвиг требовал жестокого наказания за этот проступок, Генрих добился от короля прощения.
Между Людвигом и Генрихом завязалась переписка, в которой лютое ожесточение обоих противников нашло выражение в грубейших оскорблениях. Людвиг неоднократно вызывал Генриха на дуэль, но вызовы эти не были приняты. В начале июня 1419 года в Нюрнберге начались переговоры, которые поначалу казались успешными, но 29 июня в Регенсбурге состоялся сбор Констанцской лиги, к которой примкнули курфюрсты Бранденбурга, Пфальца, епископы Эйхштадта и Регенсбурга, а также графы Эттингенские, несколько швабских и франконских имперских городов и, наконец, Донаувёрт, который был до этого покорён Людвигом. Людвиг выступил против превосходящей силы, заручившись союзом с архиепископом Зальцбургским и Айхахской лигой — рыцарским союзом, во главе с капитаном Гаспаром Тёррингером. Герцог Баварско-Штраубингский Иоганн III, на поддержку которого рассчитывал Людвиг, предпочёл сохранить нейтралитет.
Поначалу успех сопутствовал Людвигу, ему удалось взять и сжечь Бургграфенбург (Нюрнбергская крепость), но вскоре превосходящий по численности противник переломил инициативу в этой войне. Важнейшие замки Людвига были либо заняты противником, либо разрушены, а значительная часть территории Ингольштадта была опустошена. Ещё 15 августа Людвиг VII был вынужден подписать перемирие с герцогом Генрихом XVI и маркграфом Фридрихом Бранденбургским. 19 сентября 1422 года в битве при Аллинге ингольштадтцы потерпели решающее поражение. После чего Сигизмунд, которому для похода против гуситов были необходимы все силы, вмешался в войну. Он потребовал остановить кровопролитие. Людвиг был призван ко двору императора и сопровождал его в походе в Богемию, а Генрих был отправлен на помощь Тевтонскому ордену в Пруссию.

#### Другие конфликты с соседями
Вооружённый конфликт между Людвигом и Генрихом сменился длительными судебными разбирательствами, которые активизировались после смерти герцога Иоганна. Людвиг как старший из наследников дома Виттельсбахов, претендовал на все нижнебаварское наследство, герцог Генрих требовал разделения на три части, но Эрнст и Вильгельм требовали разделения на четверти. Опасаясь очередной войны между линиями Виттельсбахов, в конце концов обратились за помощью к королю Сигизмунду. Эно, Голландия и Зеландия перешли под управление герцогства Бургундия, а баварская часть бывшего герцогства Штраубинг-Голландия в соответствии с Прессбургским арбитражем, состоявшимся 26 апреля 1429 года, была разделена между Баварско-Ингольштадтским, Баварско-Ландсхутским и Баварско-Мюнхенским герцогствами.
В 1433 году несколько баварских монастырей подали на Людвига жалобы, обвинив его в притеснениях и бандитизме. Римский папа Евгений IV наложил анафему на герцога Ингольштадта, император передал права на земли Людовика герцогу Вильгельму. Чтобы остановить войну, Людвиг был вынужден отдать императору Донаувёрт и выплатить компенсацию в 23 000 гульденов.
В 1434 году начался пограничный конфликт с Генрихом XVI. В 1435 году началось противостояние с епископством Пассау. В том же году безуспешно пытался использовать конфликт между герцогом Эрнстом и его сыном Альбрехтом для усиления своих позиций в Баварии. Перемирие между Людвигом и Констанцской лигой продлевалось каждые четыре года, пока вновь конфликт не перешёл в открытую войну в 1436 году. Эрнст, к которому присоединились войска других членов Констанцской лиги, осадил Дингольфинг и разграбил корабли Людвига в Нойштадте на Дунае. 21 июля 1436 года в Регенсбурге между сторонами был заключён четырёхлетний мир.

##### Конфликт с сыном и смерть
У Людвига был всего один законный наследник, сын от первого брака Людвиг VIII Горбатый. Несмотря на то, что Людвиг VIII выступал в войнах на стороне Людвига VII, он так и не снискал любви отца. Людвиг VII недолюбливал своего законного сына из-за его уродства, а благоволил своему бастарду Виланду Фрайбергскому, которого сделал камергером и одаривал замками и деньгами. Людвиг VIII опасаясь, что отец собирается передать наследство Виланду, начал сближаться с его врагами и женился на Маргарете, дочери курфирста Фридриха. В 1439 году, воспользовавшись отъездом Людвига VII на Базельский собор, Людвиг VIII восстал против него. При поддержке своего тестя он постепенно завоевал все отцовские земли, а 4 сентября 1443 года взял в плен и самого Людвига VII.
После смерти сына в 1445 году Людвиг VII был выдан герцогу Генриху, в плену у которого умер в 1447 году, а герцогство Баварско-Ингольштадтское было присоединено к Баварско-Ландсхутскому герцогству. Герцог был похоронен в монастыре Райтенхаслах недалеко от Бургхаузена, вопреки воле быть похороненным в Либфрауэнмюнстере. После смерти Людвига Бородатаго оставались только две линии Вительсбахов.

## Браки и дети
1 октября 1402 года Людвиг женился на фрейлине своей сестры Анне де Бурбон, дочери графа де Ла Марш Жана I де Бурбона. У них было двое детей:
- Людвиг (1403—1445)
- Иоганн (р. 1404), умер в детстве[2]

В 1408 году Анна умерла, и в 1413 году Людвиг женился во второй раз, на Катерине д’Алансон, дочери графа Пьера II Алансонского и Марии де Шамайяр. У них было двое детей:
- Иоганн (1414—1420)
- Анна (1416—1418)[2]

## Сноски
1. ↑  Neue Deutsche Biographie указывает годом его рождения 1368